# Mick Andrews
Mick Andrews (Elton, 5 juli 1944) is een Engels voormalig internationaal trialrijder. Hij was FIM Europees Trial Kampioen in 1971 en 1972 (de facto wereldkampioen, het EK werd omgezet in een WK in 1975) en hij is vijfvoudig winnaar van de Scottish Six Days Trial: in 1970, 1971, 1972, 1974 en 1975, waarmee hij het record van Sammy Miller evenaarde.

## Biografie

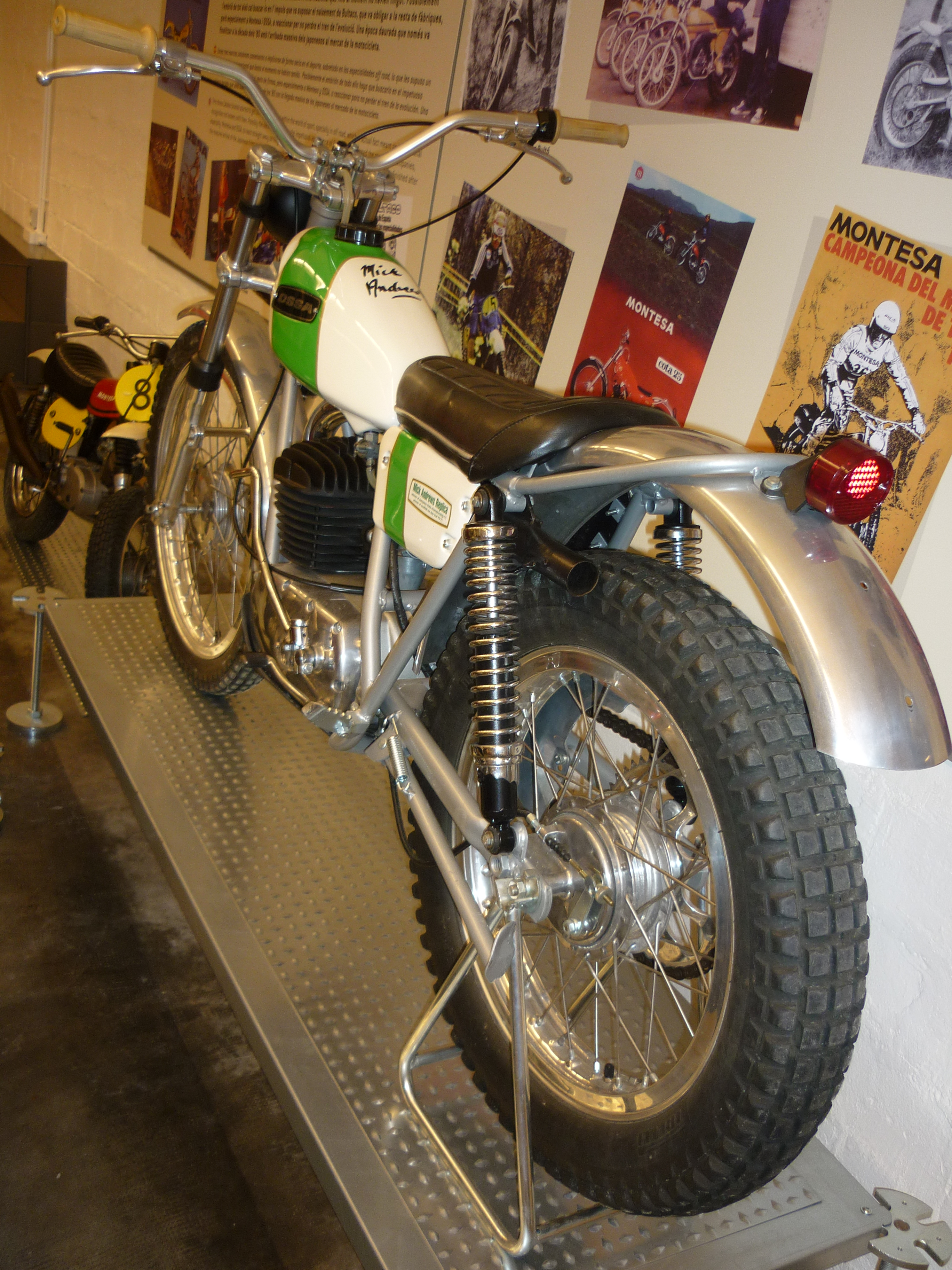
1972 Ossa Mick Andrews Replica

Andrews begon met trialrijden in 1959 op de leeftijd van 15 jaar op een 197cc James die hij het daaropvolgende jaar inruilde voor een Matchless 350. In 1961 werd Andrews' talent ontdekt door AMC Competition Manager en drievoudig winnaar van de Scottish Six Day Hugh Viney, die hem een fabriekscontract bij AJS aanbood. Andrews kwam op AJS-modellen uit tot 1965 toen AMC de James en Francis-Barnett bedrijven opkocht, en hun rijders een meer concurrerende 250cc James beschikbaar stelde. Nadat AMC failliet ging in 1966 reed Andrews een jaar voor Rickman brothers voor hij een fabriekscontract tekende bij Ossa in 1967. Hij reed zes jaar voor Ossa, waarin hij de Scottish Six Days Trial drie jaar op rij won, en tweemaal Europees kampioen werd, dit alles op een door hemzelf ontwikkelde motor. De Ossa MAR (Mick Andrews Replica) is nog steeds een bekende verschijning in oldtimer trials over de hele wereld. In 1973 tekende hij bij Yamaha om ook daar een motor te ontwikkelen en als rijder uit te komen. De motor was de TY250 en Andrews voegde nog twee Scottish Six Days titels toe in 1974 en 1975. Hij ontwikkelde ook de TY80 en TY175 modellen waarop vele rijders sindsdien hun eerste trialervaring opdeden. Andrews nam deel aan wereldkampioenschappen tot 1980, en is af en toe nog steeds actief als rijder.

## Brits kampioenschap
| Jaar | Team   | 1      | 2      | 3     | 4     | 5      | 6      | 7     | 8     | 9     | 10    |  | Punten | Klassement |
| ---- | ------ | ------ | ------ | ----- | ----- | ------ | ------ | ----- | ----- | ----- | ----- |  | ------ | ---------- |
| 1970 | Ossa   | STD 5  | VIC 10 | LOM 5 | TRA 3 | SSD 1  | BEM -  | WEL - | SCO - | PER 7 | KNU 8 |  | 45     | 6th        |
| 1971 | Ossa   | VIC -  | COL -  | KIC - | CLE 1 | SSD 1  | AJE -  | DUL - | RED - | SCO - | HOA - |  | 30     | 8th        |
| 1977 | Yamaha | COT 9  | STD 5  | CLE 4 | WYE 4 | LOM 2  | ALA -  | WOE - | TRA 4 | WEL 2 | HOA 3 |  | 67     | 4th        |
| 1978 | Yamaha | VIC 5  | KIC 7  | COT 9 | ALL 3 | PRE 8  | DIC 2  | SCO 4 | PER 6 | PEA 8 |       |  | 53     | 4th        |
| 1979 | Ossa   | COL -  | EAS 5  | COT - | VIC - | LYN -  | ALA -  | WOE - | JOH - | HOA - | PEA - |  | 6      | 14th       |
| 1980 | Yamaha | STD -  | COL -  | CLE 4 | LOM 6 | MIT 4  | ALL 9  | RED - | TRA - | PRE - | WEL 3 |  | 31     | 9th        |
| 1981 | Yamaha | COL 10 | STD -  | COS - | CLE - | MIT 10 | WAI 10 | ALL 3 | WOE 6 | RED 1 | WYE - |  | 33     | 8th        |

## Europees kampioenschap
| Jaar | Team   | 1     | 2     | 3     | 4      | 5     | 6     | 7     | 8     | 9     | 10    | 11    | 12    | 13    |  | Punten | Klassement |
| ---- | ------ | ----- | ----- | ----- | ------ | ----- | ----- | ----- | ----- | ----- | ----- | ----- | ----- | ----- |  | ------ | ---------- |
| 1970 | Ossa   | GER - | FRA - | GBR - | BEL -  | IRL - | SPA 1 | FIN - | SWE - | POL - |       |       |       |       |  | 15     | 10th       |
| 1971 | Ossa   | GER 1 | GBR 2 | BEL 1 | IRL 10 | FRA 1 | SPA 1 | SUI 1 | FIN 2 | SWE - |       |       |       |       |  | 75     | 1st        |
| 1972 | Ossa   | BEL 1 | IRL 1 | FRA 2 | SPA 1  | GBR 1 | GER 1 | ITA 4 | FIN 3 | SWE - | SUI - |       |       |       |  | 87     | 1st        |
| 1973 | Yamaha | IRL 4 | BEL 6 | SPA - | FRA 1  | POL 5 | ITA 1 | FIN 2 | SWE 2 | SUI 4 | GER - |       |       |       |  | 70     | 2nd        |
| 1974 | Yamaha | USA - | IRL 2 | BEL 1 | SPA 7  | GBR 3 | FRA 1 | ITA 2 | POL 6 | GER 6 | FIN 6 | SWE 5 | CZE 4 | SUI 2 |  | 84     | 3rd        |

## Wereldkampioenschap
| Jaar | Team          | 1     | 2      | 3      | 4      | 5     | 6      | 7     | 8     | 9      | 10     | 11    | 12    | 13    | 14    |  | Punten | Klassement |
| ---- | ------------- | ----- | ------ | ------ | ------ | ----- | ------ | ----- | ----- | ------ | ------ | ----- | ----- | ----- | ----- |  | ------ | ---------- |
| 1975 | Yamaha        | IRL - | BEL 8  | SPA 4  | GBR 10 | FRA 1 | POL 5  | ITA 2 | CAN 9 | USA 10 | FIN 4  | SWE 3 | SUI 5 | GER 4 | CZE 1 |  | 82     | 4th        |
| 1976 | Yamaha        | IRL 7 | BEL 4  | SPA 7  | GBR 4  | FRA - | GER -  | ITA 1 | USA 6 | SWE 3  | FIN 3  | SUI 3 | CZE 4 |       |       |  | 69     | 4th        |
| 1977 | Yamaha        | IRL - | GBR 10 | BEL 10 | SPA -  | FRA - | GER 10 | USA - | CAN - | SWE 9  | FIN 7  | CZE 7 | SUI - |       |       |  | 13     | 13th       |
| 1978 | Yamaha / Ossa | IRL 4 | GBR 3  | BEL 7  | FRA 7  | SPA 3 | GER 6  | USA 8 | ITA - | AUT -  | SWE -  | FIN - | CZE - |       |       |  | 44     | 6th        |
| 1979 | Ossa          | IRL - | GBR -  | BEL 7  | NED -  | SPA - | FRA 8  | CAN - | USA - | ITA -  | SWE 10 | FIN - | CZE 8 |       |       |  | 11     | 16th       |
| 1980 | Ossa          | IRL - | GBR 1  | BEL -  | SPA -  | AUT - | FRA -  | SUI - | GER - | ITA -  | FIN -  | SWE - | CZE - |       |       |  | 15     | 12th       |

## Palmares
- FIM Europees trialkampioen 1971, 1972
- Winnaar Scottish Six Day Trial 1970, 1971, 1972, 1974, 1975